# 진타이루역
진타이루역(중국어: 金台路站)은 중국 베이징시 차오양구 퇀제후 가도, 류리툰 가도의 톈수이위안가, 진타이로, 차오양 북로 교차로에 위치한 베이징 지하철 6호선과  14호선의 환승역이다. 6호선 부분은 2012년 12월 30일 6호선 1단계 개통에 따라, 14호선 부분은 2014년 12월 28일 14호선 동단 개통에 따라 운영을 시작했다.

## 위치
진타이루역은 차오양 북로(동서방향)와 톈수이위안가-진타이로(남북방향)의 교차로에 있다. 6호선은 동서로, 14호선은 남북으로 배치되어, 두 노선의 승강장은 T자 모양으로 배치되어 있다.

## 역 구조
두 역 모두 지하역으로 6호선역은 회색, 14호선역은 황색이다.

### 층별 구조
금대로역에는 지하 1층은 6호선 대합실, 지하 2층은 6호선 승강장, 14호선 대합실, 지하 3층은 14호선 승강장으로 구성되어 있다.
| 지면층                              | 출구                            | A—F출구                             |
| 지하 1층 6호선 대합실               | 6호선 대합실                    | 보안검색, 매표기, 고객센터          |
| 지하 2층 6호선 승강장 14호선 대합실 | 14호선 대합실                   | 보안검색, 매표기, 고객센터          |
| 지하 2층 6호선 승강장 14호선 대합실 | ←                               | ■ 6호선 진안차오 방면(후자러우)     |
| 지하 2층 6호선 승강장 14호선 대합실 | 섬식 승강장, 왼쪽 출입문이 열림 |                                     |
| 지하 2층 6호선 승강장 14호선 대합실 | →                               | ■ 6호선 루청 방면(스리푸)           |
| 지하 3층 14호선 승강장              | ←                               | ■ 14호선 베이징 남역 방면 (다왕루)  |
| 지하 3층 14호선 승강장              | 섬식 승강장, 왼쪽 출입문이 열림 |                                     |
| 지하 3층 14호선 승강장              | →                               | ■ 14호선 산거좡 방면 (차오양궁위안) |

### 대합실 및 환승
6호선 진타이루역은 진타이로 길목의 동서측에 각각 대합실이 있고, 14호선역 대합실은 톈수이위안가, 차오양 북로 교차로의 북쪽에 위치한다. 6호선에 14호선으로 가는 환승통로는 6호선 승강장 중앙 서쪽에, 14호선에서 6호선으로 가는 환승통로는 14호선 대합실 남쪽에 있으며, 에스컬레이터와 엘리베이터를 통해 6호선 동쪽 대합실과 연결된다.

### 승강장

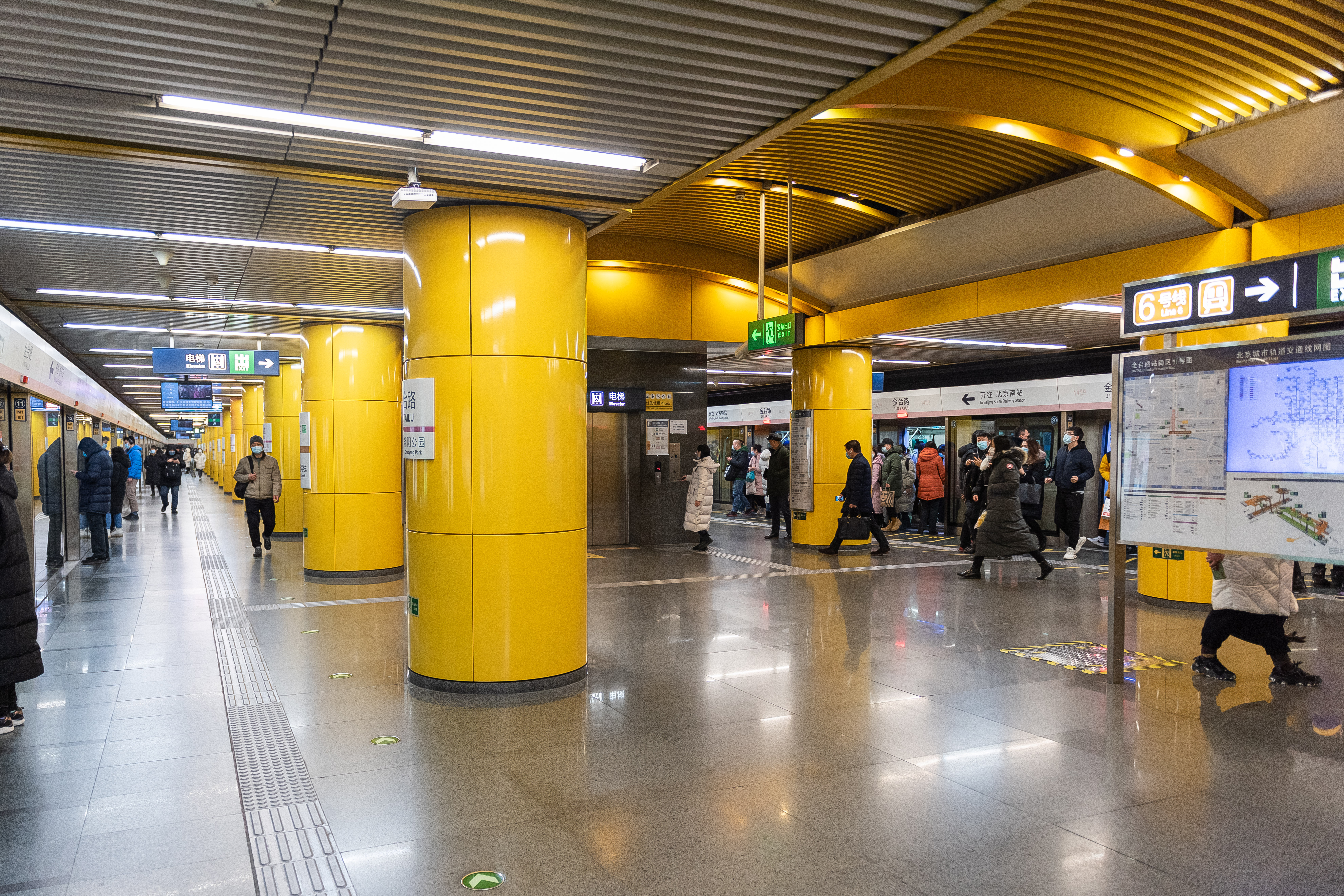
14호선 승강잔 (2021년 1월)

6호선 승강장은 차오양 북로 아래에 섬식 승강장으로 이루어졌고, 14호선 승강장은 톈수위안가 아래에 섬식 승강장으로 이루어졌다. 6호선 승강장 동쪽 끝과 14호선 승강장 북쪽 끝에 교차선이 있다. 이 역의 북동쪽 사분면에 6호선과 14호선 간의 연결선이 있다.

## 출구
진타이루 역은 총 6개의 출구가 있다. 이 중 A출구는 6호선과 14호선이 공동으로 사용한다.
|                         | |      |
|                         | |      |
| 출구                    | 출구 인근 | 사진 |
| 出口 · A                | 차오양 북로(북측), 수이두이쯔 동로, 톈수이위안가, 공원5호, 베이징시 퇀제후 제3 중학교                            |      |
| 出口 · B                | 톈수이위안가(동측), 옌징리(延静里), 항저우 은행 차오양 지점, 도서도매거래시장                                    |      |
| 出口 · C                | 차오양 북로(남측), 진타이 북가, 징스 변호사빌딩, 金台路, 옌진리 서가, 옌징시리(延静西里), 훙먀오베이리(红庙北里) |      |
| 出口 · D                | 진타이로(서측), , 차오양 북로, 진타이 북가, 중국생명(고객서비스센터)                                             |      |
| 出口 · E                | 톈수이위안가, 베이징시 퇀제후 제3 중학교                                                                         |      |
| 出口 · F                | 차오양궁위안로, 마자오커우 동가, 징스 변호사빌딩                                                                 |      |
| 아이콘 설명: 엘리베이터 | |      |

## 주해
1. ↑  기획 단계에서는 톈수이위안역(甜水园站)으로 불리었다.